# Rudolf Plajner
Rudolf Plajner (5. dubna 1901 Prostějov – 23. června 1987 Luka pod Medníkem), skautskou přezdívkou Táta, byl český pedagog a skaut. Byl opakovaně zvolen náčelníkem československého Junáka. Vedle dlouhodobého a jednoznačného přínosu pro český skauting, díky němuž dodnes požívá mezi skauty vysoké úcty, je osoba Rudolfa Plajnera zároveň spojena i s jeho opakovanými ústupky politické moci (1940, 1950, 1970), jimiž se snažil neúspěšně odvrátit zákaz Junáka.

## Život
Narodil se v rodině prostějovského krejčího Františka Plajnera (1874–1944) a jeho manželky Jenovéfy, rozené Peštové (1875–1905). Vyrůstal v početné rodině se 6 sourozenci. Jeho matka zemřela v roce 1905, tedy když mu byly pouhé 4 roky.
Studoval v obecné a později zemské vyšší reálce v Prostějově do roku 1919. Pak nastoupil na brněnskou techniku na elektroinženýrství. V souvislosti se záchranou tonoucích dětí dostal stipendium a to mu umožnilo se více zaměřit na studium. Brněnská škola mu však nevyhovovala a proto v roce 1920 přešel na nově otevřenou přírodovědeckou fakultu Univerzity Karlovy, kde studoval matematiku a fyziku. Během studií se stal členem sociálnědemokratické strany, v níž zůstal až do jejího sloučení s KSČ v roce 1948.
Po ukončení studií 1924 nastoupil jako středoškolský učitel v Prostějově; pedagogem pak zůstal s několika přerušeními skautskou činností až do důchodu. V roce 1926 získal doktorát z přírodních věd na Ústavu experimentální fyziky v Praze. V roce 1929 se přestěhoval do Holešova, kde učil na gymnáziu.
Dne 6. července 1926 se v Senici oženil s Vlastou Sokolovou, s níž měl dva syny.
Na počátku 2. světové války spolupůsobil na založení organizací Politické ústředí (PU), Petiční výbor Věrni zůstaneme (PVVZ) a Obrana národa (ON). Dále budoval spolu s dalšími skautskými pracovníky bezpečnou cestu pro přechod vojáků, politiků a členů vlády do zahraničí. Od ledna do března 1943 byl pro podezření z odbojové činnosti zatčen a vězněn gestapem. I po svém propuštění plnil odbojové úkoly, spolupracoval s Červeným křížem a pomáhal paraskupinám v Hostýnských vrších.
Po osvobození se stal předsedou revolučního Městského národního výboru v Holešově a předsedou okresní organizace sociální demokracie. Po ustálení poměrů byl předsedou Okresního národního výboru až do voleb roku 1946.
V roce 1949 odmítl podepsat spolupráci s prokomunistickou Národní frontou, načež byl na čtyři měsíce mimosoudně internován StB a následně několik měsíců pracoval jako dělník v kovozávodech, než mu bylo umožněno se vrátit k pedagogické činnosti. Během následujících let byl často překládán na různé školy na Zlínsku a jeho činnost byla s celým skautingem veřejně ostouzena v tisku.
Během vlády komunistického režimu se nesměl věnovat volnočasové výchově mládeže a cokoliv publikovat.[zdroj?]
V roce 1959 byl přeložen na základní školu ve Vraném nad Vltavou, odstěhoval se tedy do Luk pod Medníkem, kde pak následně zůstal i po odchodu do důchodu (1961) až do konce života.
V květnu 1982 prodělal první mozkovou příhodu, ty se v následujících letech opakovaly. Na jednu z nich v červnu 1987 zemřel. Jeho pohřeb se konal v úzkém kruhu v obřadní síni strašnického krematoria.

## Skautská činnost

### 1916–1940
Jeho skautská kariéra započala v roce 1916, kdy vstoupil do skautské družiny, kterou vedl Jiří Wolker; v témže roce složil skautský slib. Při příležitosti návratu prezidenta Masaryka do vlasti se vydal se svou družinou pěšky do Prahy, kde sloužili jako pořadatelská služba. Již v roce 1919 sloužil jako sborový (střediskový) vůdce v Prostějově, později v Brně, zúčastnil se ustavujícího sjezdu Svazu skautů.
V lednu 1920 zachránil v Brně tři topící se děti místního bohatého obchodníka z rozvodněné Svratky a jen náhodou byla zjištěna jeho totožnost ze skautské legitimace z odhozeného kabátu. Následně odmítl nabídnutou finanční odměnu. Za toto jednání mu byl udělen zlatý stupeň odznaku Za čin junácký, dostal školní stipendium a prezident republiky T. G. Masaryk mu zaslal dopis spolu s darem v podobě stříbrných hodinek. Účastnil se 3. světového jamboree v Anglii, na 4. jamboree v Maďarsku 1933 byl vůdcem československé výpravy. V roce 1932 byl zvolen zpravodajem náčelnictva Svazu skautů, kterým zůstal až do sloučení hlavních skautských organizací do jednotného Junáka v období druhé republiky.
V roce 1937 byl po absolvování zvláštního kurzu pro instruktory branné výchovy na žádost ministerstva národní obrany povolán na propagaci a zintenzivnění výuky branné výchovy na školách a ve skautských oddílech po celé republice. Po Svojsíkově smrti byl v čele jeho pohřebního průvodu.
Na zakládajícím sněmu Junáka v lednu 1939 byl zvolen místonáčelníkem pro Moravu, po odchodu velitele Junáka pplk. gšt. Václava Vlčka v březnu a nástupu náčelníka Bohuslava Řeháka na jeho místo se však stal náčelníkem; po zatčení Řeháka 1. září 1939 se tak stal hlavním představitelem Junáka.
Ve snaze zachovat junáckou organizaci v chodu toleroval mnohé ústupky totalitní moci – například pro údajně inspirativní přínos doporučoval ke čtení instruktážní příručky nacistické Hitlerjugend.
V roce 1940 tajně domluvil se Sokolem, Československým červeným křížem a Klubem československých turistů možnost přechodu skautských oddílů do těchto organizací v případě zrušení Junáka.[zdroj?] Junák byl na konci roku 1940 zrušen a zakázán nacisty.

### Poválečné období (1945–1948)
Po konci války byl Plajner v roce 1946 zvolen náčelníkem Junáka, který se postupně dostával pod tlak komunistů, a to zvenčí i zevnitř organizace. Jako socialista toleroval narušování apolitičnosti organizace socialistickou (ovšem ne komunistickou) ideologií a umenšování duchovní výchovy. V roce 1947 se účastnil Jamboree míru ve Francii.
V průběhu únorového převratu byl 24. února 1948 spolu s náčelní Vlastou Koseovou předvolán do kanceláře ministra Alexeje Čepičky. Ten se je snažil donutit podepsat prohlášení, kterým by se Junák připojil k Národní frontě. Oba to jako překročení svých pravomocí dle stanov odmítli, načež Čepička obvinil Junáka z nepřátelství vůči republice a socialismu, Plajnera pak ze slabosti, a uštědřil mu dvě facky. Plajner mu jednu z nich vrátil. Po návratu v reakci na tuto konfrontaci inicioval a podpořil založení Akčního výboru ústředí Junáka se záměrem získat čas do sněmu, který se měl konat o víkendu. Tím ale ztratil veškerou kontrolu nad organizací; akční výbor, složený převážně z komunistů, konání sněmu zrušil a Junáka následně sloučil s komunistickým Svazem československé mládeže, čímž Junák na dvacet let zanikl.

### Pražské jaro (1968–1970)
V průběhu pražského jara spoluzaložil v březnu 1968 přípravný výbor pro obnovu Junáka, kterou pak 29. března na schůzi v Domovině vyhlásil. Pokusil se Junáka etablovat jako politickou (socialistickou), avšak nadstranickou organizaci, a podpořil jeho (tehdy z právního hlediska nezbytné) začlenění do Národní fronty a federativního Sdružení organizací dětí a mládeže vedených KSČ. Po srpnové okupaci již však opět vedl pouze ústupový boj proti komunistické stranické skupině v Junáku. Na III. sněmu v listopadu 1969 byl znovu zvolen náčelníkem českého Junáka, později i Junáka československého. V tomto období byl skauty univerzálně vnímán jako nejvýznamnější autorita.
Snažil se udržet činnost organizace co nejdéle a uchránit skautské činovníky před opakováním perzekucí z 50. let, ve jménu čehož vykonal mnohé ústupky, některé v rozporu s ideou skautingu. Až do léta 1970 však mohla výchovná činnost v oddílech i vzdělávání nových činovníků běžet bez větších překážek. Spolupodílel se na mnoha rozhodnutích vedoucích k rozpuštění Junáka. Spolu s Václavem Břicháčkem připravil Program socialistické výchovy v Junáku. Jako člen ústřední rady se účastnil kooptace komunistických členů v rozporu se stanovami, vyloučení činovníků aktivních v KAN a K 231, podílel se na usnesení ukončujícím činnost Junáka bez potřebného souhlasu sněmu a spolupodepsal prohlášení na podporu Pionýrské organizace, do níž měly skautské oddíly přestoupit. V červnu 1970 na jejím aktivu prohlásil, že Junák nikdy neměl žádnou ideologii a vždy ji přijímal od okolní společnosti.
Před ukončením činnosti Junáka vydal prohlášení Neopouštějte naše děti, které bylo mnohými interpretováno jako výzva převést své oddíly do Pionýra, přestože tak údajně nebylo myšleno.

### Normalizace (1970–1979)
Na sněmu Socialistického svazu mládeže (SSM) v listopadu 1970 byl zvolen členem Ústřední rady Pionýrské organizace, tuto funkci pak vykonával až do listopadu 1977, kdy abdikoval pro pokročilý věk. Sedmdesátá léta strávil sepisováním detailní historie českého skautingu, období 1968–1970 se však vyhnul.

### Myšlenkový odkaz
Za jeho hlavní ideový přínos bylo považováno udržování nadšení a motivace vůdců k činnosti a celoživotní službě.
Byl přesvědčeným socialistou, humanistou a demokratem. Bylo mu blízké nenáboženské, civilní, až panteistické pojetí prvního (duchovního) principu skautingu. Byl českým nacionalistou se silným protiněmeckým cítěním.

## Udělená vyznamenání

### Skautská
- Zlatý stupeň odznaku Za čin junácký (1920)
- Stříbrná svastika náčelnictva za horlivou činnost (1929)
- Jubilejní odznak 1918 – 1938 za nepřetržitou 20letou činnost (1938)
- Zlatá syringa (1938)
- Řád stříbrného vlka – nejvyšší skautské vyznamenání (1940)
- Řád sv. Václava s titulem "Rytíř zlatého kříže" (1945)
- Jubilejní medaile za službu vlasti (1968)
- Junácká hviezda (1969)

### Neskautská
- Československý válečný kříž 1939 (1946)
- Československá válečná medaile za zásluhy 1. stupně (1946)
- Za službu vlasti (1968)
- Řád práce (1969)
- Zasloužilý občan města Prostějov (1969)
- Za zásluhy o pionýrskou organizaci SSM (1977)[2]